# Szczawnik (Klein-Polen)
Szczawnik is een plaats in het Poolse district Nowosądecki, woiwodschap Klein-Polen. De plaats maakt deel uit van de gemeente Muszyna en telt 760 inwoners.

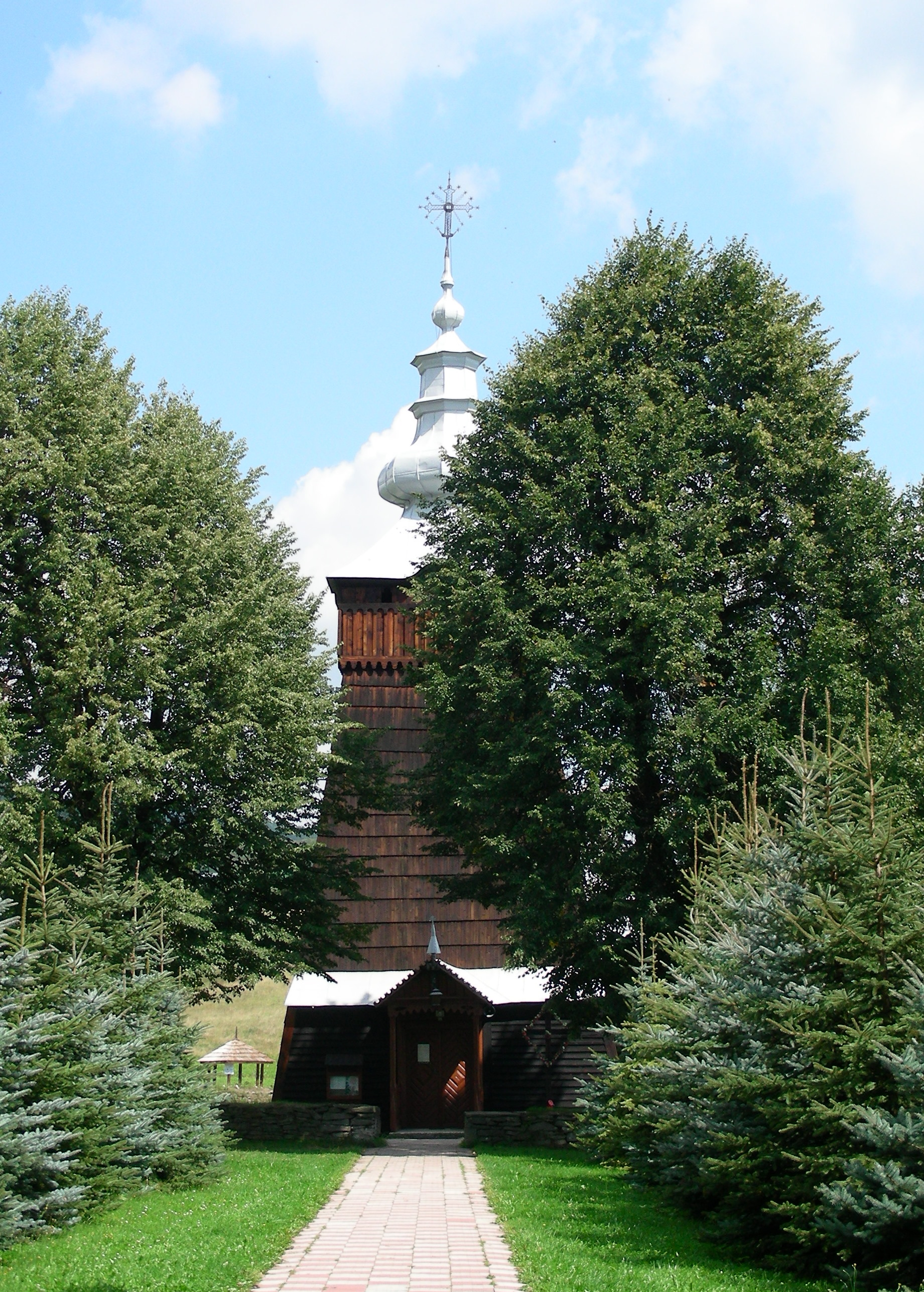
kerk